# Unificació (Star Trek: La nova generació)
"Unificació" (títol original en anglès "Unification") és un episodi en dos parts, els setè i vuitè de la cinquena temporada, de la sèrie de televisió de ciència-ficció estatunidenca Star Trek: La nova generació i el 107è i 108è de tota la sèrie. Es van emetre originalment el 4 i 11 de novembre de 1991 en redifusió als Estats Units. La primera part fou dirigida per Les Landau i la segona per Cliff Bole. Gaudeix de l'atractiu del retorn de Leonard Nimoy com a Spock. El primer dels dos episodis va obtenir una puntuació Nielsen de 15,4 a les llars, atraient més de 25 milions d'espectadors, convertint-lo en un dels episodis més vistos de les set temporades de  La nova generació
Ambientada al segle XXIV, la sèrie segueix les aventures de la tripulació de la nau de la Flota Estel·lar de la Federació Enterprise-D sota el comandament del capità Jean-Luc Picard. En aquest episodi, Picard està a la recerca de l'ambaixador Spock que podria haver desertat a l'Imperi Romulà. Aquest episodi ha estat elogiat per la "novetat i la nostàlgia" de veure Spock, i destacat per presentar una facció romulana amant de la pau. . Els elements de la història i les aparicions de Spock s'inclouen a "Unification III" a Star Trek Discovery.

## Argument

### Part I
L'almirall Brackett de la Flota Estel·lar informa al Capità Picard (Patrick Stewart) que l'Ambaixador Spock (Leonard Nimoy) ha desaparegut i que una exploració d'intel·ligència l'ha situat a Romulus, cosa que fa témer que pugui haver desertat. Picard ordena a l' Enterprise que vagi a Vulcà per parlar amb el pare malalt de Spock, Sarek (Mark Lenard), amb qui Picard manté un vincle estret a causa de la seva fusió mental en un episodi anterior. Sarek esmenta Pardek, un senador romulà amb qui Spock havia mantingut un diàleg durant diverses dècades. El tinent comandant Data (Brent Spiner) descobreix un registre visual de Pardek d'una conferència comercial i confirma que és la figura que es veu a l'escaneig d'intel·ligència de Spock a Romulus. La tripulació de l' “Enterprise” troba les restes d'una nau vulcana fora de servei, la «T'Pau», entre les restes d'una nau ferengi que es va estavellar al cinturó d'asteroides Hanolin.
Picard demana un favor al canceller Gowron (Robert O'Reilly), parla amb un dels seus ajudants i el convenç que els presti una nau klíngon que els podria portar a Romulus mentre estan camuflats. Picard i Data pugen a bord de la nau, i Picard ordena a Riker que investigui la «T'Pau» i intenti trobar un enllaç amb els romulans. De camí, els klíngons informen a Picard que han interceptat un missatge que li interessa: Sarek ha mort.
A Romulus, Picard i Data (disfressats de romulans) localitzen el lloc on es va fer la foto de Pardek i Spock, que Data determina que és un edifici d'una oficina d'intel·ligència. Esperen fins que arribi Pardek, però quan s'hi acosten es troben amb soldats i els porten a una caverna. Pardek arriba, explicant que la seguretat romulana sabia que eren al planeta i que els han portat sota terra per la seva seguretat. Picard afirma que està buscant l'ambaixador Spock, que surt d'un túnel proper.

### Part II
Spock exigeix que Picard abandoni Romulus. Picard l'informa de la preocupació de la Federació per la seva "diplomàcia de cowboy" i li diu que Sarek ha mort. Spock es pren la notícia de la mort del seu pare estoicament. Li explica a Picard que durant les negociacions de pau amb els klíngons dècades abans, es va sentir responsable de posar en risc el Capità Kirk i la seva tripulació, i per això ara treballa sol en una "missió personal de pau" per reunificar els pobles vulcanià i romulà. Treballa amb un moviment clandestí per aconseguir aquest objectiu. Pardek ha demanat a Spock que vingui a Romulus per reunir-se amb el nou procònsol del Senat romulà, un jove idealista que ha promès reformes. Picard expressa la seva preocupació perquè la voluntat dels romulans pugui formar part d'una trama més gran. Spock hi està d'acord, però assenyala que si hi ha una trama més gran en marxa, és millor que hi juguin el seu paper per descobrir-la. A la nau klíngon, Spock i Data treballen junts per desxifrar un codi romulà i es complementen mútuament. Spock comenta que Data ha aconseguit l'estat ideal vulcanià de lògica pura sense emocions, i Data comenta que Spock sent emocions, cosa que Data intenta aconseguir.
Picard, Data i Spock són aviat capturats per la comandant Sela (filla de Tasha Yar), que planeja una conquesta romulana de Vulcà. La nau vulcaniana robada i dues més transporten una força d'invasió romulana de 2.000 homes, amb el pretext d'escortar un enviat de pau. Spock es nega a enganyar la seva gent anunciant la notícia falsa, fins i tot després que Sela amenaci de matar-lo, i tanca els tres a la seva oficina i marxa per ordenar que les naus se'n vagin. Quan torna, Data ha piratejat el sistema informàtic romulà i ha creat una simulació hologràfica que la distreu prou temps perquè els tres captius la incapacitin a ella i als seus oficials.
Mentrestant, l' "Enterprise" arriba al Nucli de Galorndon, descobreix les tres naus vulcanianes i es mou per bloquejar el seu acostament a Vulcà. Arriba un senyal de socors mèdic, una distracció creada per Sela, però quan Riker ordena que la nau es dirigeixi a la seva font, reben una emissió de Romulus en què Spock revela la veritable naturalesa de les naus vulcanianes. Un au de guerra romulà es descamufla, destrueix les naus i es torna a camuflar, matant les tropes en lloc de permetre que siguin capturades.
A Romulus, Data i Picard s'acomiaden de Spock. L'ambaixador està decidit a assolir el seu objectiu, adonant-se que no es pot aconseguir a través de la diplomàcia o la política, sinó que la filosofia vulcana comença a estendre's entre els joves de Romulus. Picard ofereix a Spock l'oportunitat de tocar el que Sarek compartia amb ell, i els dos es fonen mentalment.

## Repartiment i doblatge al català
La sèrie va ser doblada al català pels estudis Tramontana (primera part) i Soundtrack (segona part) i emesa a TV3 l’any 1991. Els dobladors de l'episodi foren:
| Personatge      | Actor/actriu    | Veu en català         |
| --------------- | --------------- | --------------------- |
| Jean-Luc Picard | Patrick Stewart | Joan Crosas           |
| William Riker   | Jonathan Frakes | Antoni Forteza        |
| Data            | Brent Spinner   | Joaquim Sota          |
| Geordi La Forge | LeVar Burton    | Aleix Estadella       |
| Worf            | Michael Dorn    | Enric Arquimbau       |
| Beverly Crusher | Gates McFadden  | Aurora Garcia         |
| Deanna Troi     | Marina Sirtis   | Victòria Pagès        |
| Spock           | Leonard Nimoy   | Pepe Antequera        |
| Perrin          | Joanna Miles    | Miquel Bonet          |
| Sarek           | Mark Lenard     | Jordi Vilaseva        |
| Pardek          | Malachy Throne  | Albert Socias         |
| Capità K'Vada   | Stephen Root    | Joan Antón Ramoneda   |
| B'iJik          | Erick Avari     | Albert Socias         |
| Klim Dokachin   | Grahan Jarvis   | Ramon Puig            |
| Sela            | Denise Crosby   | Teresa Manresa        |
| Civil romulà    | Daniel Roebuck  | Jaume Villanueva      |
| Neral           | Norman Large    | Francesc Figuerola    |
| Omag            | Billy Bastiani  | Jordi Vilaseva        |
| D'Tan           | Vidal Peterson  | Albert Trifol Segarra |

## Antecedents
Aquest episodi es va emetre les setmanes anteriors a l'estrena de Star Trek VI: The Undiscovered Country. Spock fa referència als esdeveniments de la pel·lícula quan pregunta a Picard si era conscient del paper de Spock en les primeres obertures de pau als klíngons. Picard coneix la història pública del paper de Spock, però no tota la història. Spock diu que va obligar el capità Kirk a acceptar la missió i que es va sentir responsable del que va passar amb Kirk i la seva tripulació. Aquesta vegada, Spock només vol arriscar la seva pròpia vida, per això va venir a Romulus pel seu compte.
Leonard Nimoy havia sol·licitat anteriorment 1 milió de dòlars per fer un cameo a la sèrie, però va acceptar el pagament mínim del SAG per repetir el paper de Spock per publicitar "Star Trek VI: The Undiscovered Country", del qual era productor executiu.
L'episodi de "Star Trek: Discovery" "Unification III" és una seqüela d'aquest episodi en dues parts; veu les societats romulanes i vulcananes unides i vivint al món natal vulcanà del segle XXXI (ara rebatejat) com a Ni'Var.

## Producció
Aquest episodi és una de les quatre vegades que un personatge de la sèrie original va repetir el seu paper a The Next Generation; els altres tres eren "Trobada a Farpoint" (DeForest Kelley), "Sarek" (Mark Lenard) i "Relíquies" (James Doohan).
Ambdós episodis estaven dedicats al difunt Gene Roddenberry, que havia mort poc abans de la seva emissió.

## Recepció
El 2012, Keith DeCandido de Tor.com va donar a la Part I d' "Unificació" una puntuació de sis sobre deu, i a la Part II una puntuació de quatre sobre deu.
El 2017, Den of Geek va incloure "Unificatció" com un dels seus 25 episodis recomanats per veure de Star Trek: La nova generació. El 2017, Den of Geek també va classificar Mark Lenard com a Sarek a Star Trek: La nova generació com un dels deu millors papers d'estrella convidada a Star Trek: La nova generació, destacant les seves actuacions a "Sarek" i "Unificació" (Part I).
El 2016, Empire va classificar aquest com el 29è millor dels cinquanta millors episodis de tots els més de 700 episodis de les sèries de televisió Star Trek lloant l'actor i director Leonard Nimoy reinterpretant el personatge de Spock, i les seves escenes amb Jean-Luc Picard.
El 2018, CBR va qualificar "Unificació" com el novè millor arc narratiu multiepisodi de Star Trek.
El 2019, l' Edmonton Journal va classificar aquest com un dels deu millors moments de personatges de Spock, assenyalant la presentació de Spock amb la frase de Spock "De fet, l'has trobat", referències a Star Trek VI: The Undiscovered Country, i avançant la narrativa entre Spock i Sarek que va començar amb l'episodi de la sèrie original "Viatge a Babel".
El 2019, Nerdist va incloure aquest episodi a la seva guia de marató de sèries "El millor de Spock". Van suggerir que la devoció de Spock per unir els pobles romulà i vulcanà, tal com es representa en aquest episodi, era una "metàfora de la seva pròpia lluita personal".
El 2020, SyFy també va recomanar veure "Unificació, Part I" i "Unificació, Part II" com a informació general sobre els romulans per a Star Trek: Picard.
El 2020, Space.com va recomanar veure aquest episodi com a fons per a Star Trek: Picard.

## Llançament en vídeo domèstic
Les parts I i II d'"Unificació" es van publicar en LaserDisc el 18 de febrer de 1997 als Estats Units..
Les dues parts d'"Unificació" es van estrenar al Regne Unit en un casset VHS (número de catàleg VH4104).
L'episodi es va estrenar als Estats Units el 5 de novembre de 2002, com a part del conjunt de DVD de la temporada 5.
El 19 de novembre de 2013, "Unificació" es va publicar en vídeo d'alta definició en disc Blu-Ray, com a producte independent. (També es va publicar a la caixa de la temporada).
El primer llançament en Blu-ray va ser als Estats Units el 18 de novembre de 2013, seguit del Regne Unit l'endemà, 19 de novembre de 2013.

## Novel·la
Una novel·lització d'aquest episodi va ser publicada per Pocket Books, va ser una de les cinc novel·lacions que es van fer d'episodis de La nova generació, juntament amb "Trobada a Farpoint", "Atac", "Relíquies" i "Totes les coses bones...".
La novel·la de Star Trek de 1995 "Crossover" de Michael Jan Friedman és una història que continua els esdeveniments d' "Unificació"; Spock continua treballant a Vulcà, i un cop més Picard hi participa, però també l'ambaixador McCoy i Scotty. Els esdeveniments de la novel·la estan ambientats després de "Totes les coses bones...", però abans de la pel·lícula Generations.